# Jean-Claude Cameroun
Jean-Claude Cameroun est un judoka camerounais né le 7 juin 1973.

## Carrière
Jean-Claude Cameroun participe aux Jeux olympiques de Sydney. Il est éliminé au premier tour par le kazakh Ivan Baglayev.
Quelques mois plus tard, il remporte sa première médaille internationale en devant vice-champion d'Afrique des -66 kg en 2000, à Alger.
En 2002, il décroche une médaille de bronze aux championnats d'Afrique, en -60 kg cette fois-ci.
En 2004, il participe de nouveau aux Jeux olympiques
Quelques mois plus tard, il décroche une nouvelle médaille de bronze aux championnats d'Afrique.

## Palmarès

### Individuel
| Année | Compétition            | Lieu     | Résultat | Catégorie |
| ----- | ---------------------- | -------- | -------- | --------- |
| 2000  | Championnats d'Afrique | Alger    | 2e       | - 66 kg   |
| 2001  | Championnats d'Afrique | Tripoli  | 7e       | - 66 kg   |
| 2002  | Championnats d'Afrique | Le Caire | 3e       | - 60 kg   |
| 2004  | Championnats d'Afrique | Tunis    | 3e       | - 60 kg   |